# Biserica de lemn din Hodoș

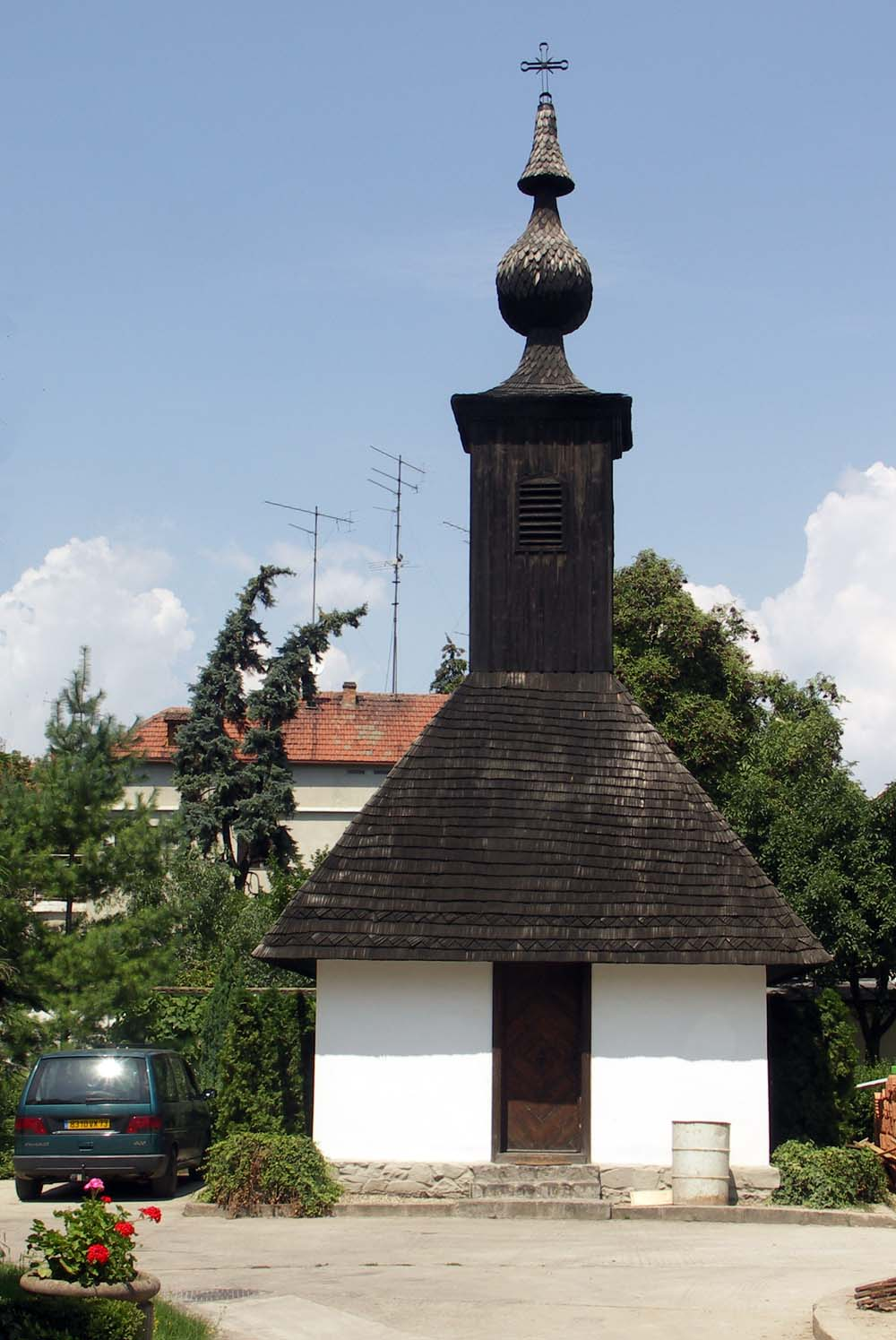
Biserica de lemn din Hodoș, în cutea sediului Mitropoliei Banatului din Timișoara, 2008

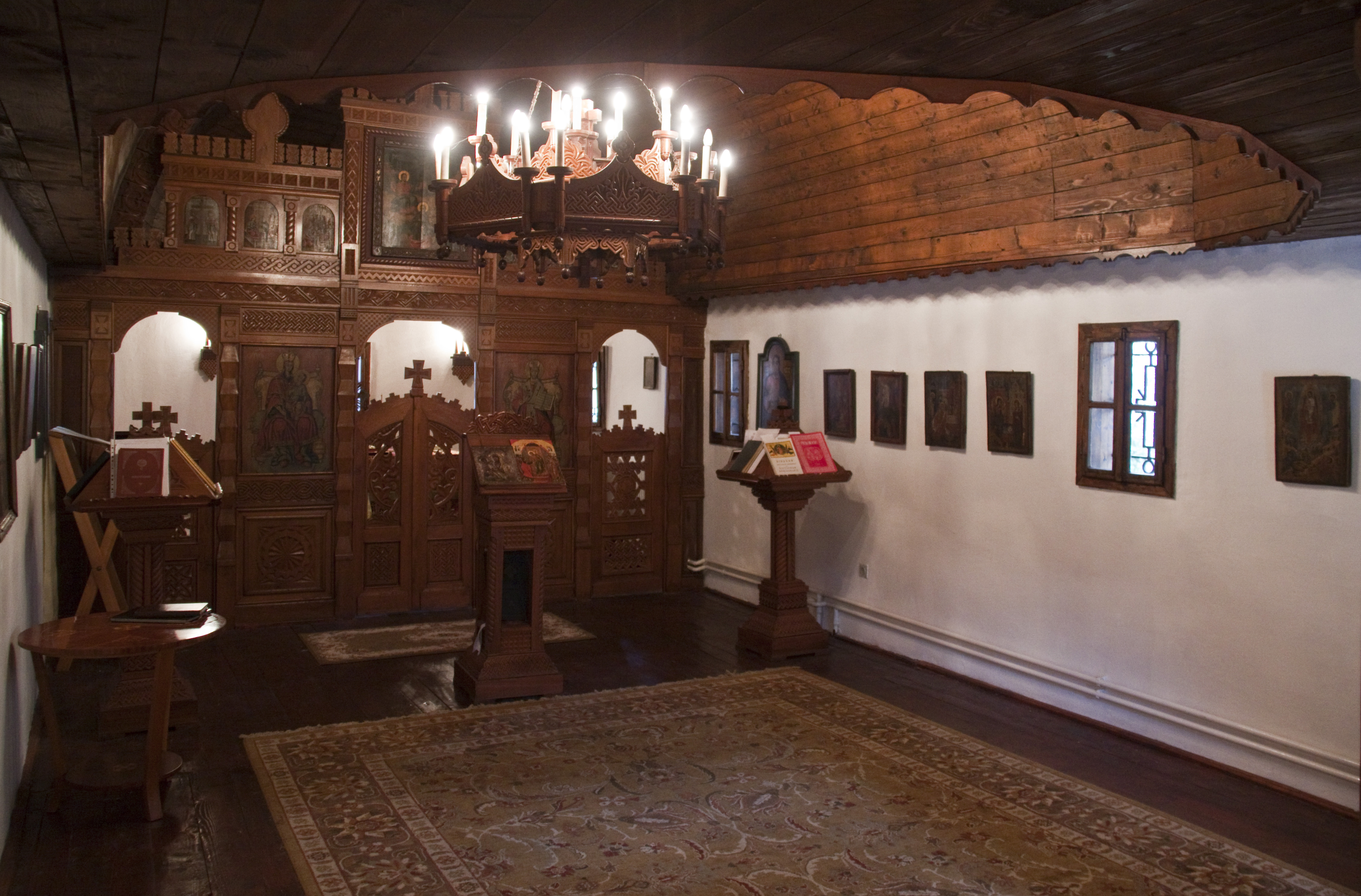
Interiorul naosului, 2010

Biserica de lemn din Hodoș cu hramul „Sfântul Dumitru” provine din localitatea omonimă din județul Timiș și este antedatată de o inscripție pe iconostas din 1774. Biserica a fost mutată în anul 1970 în incinta Centrului Eparhial Ortodox din Timișoara, Bulevardul Constantin Diaconovici Loga nr. 7. Biserica se află pe noua listă a monumentelor istorice sub codul LMI:  TM-II-m-B-06145.

## Imagini

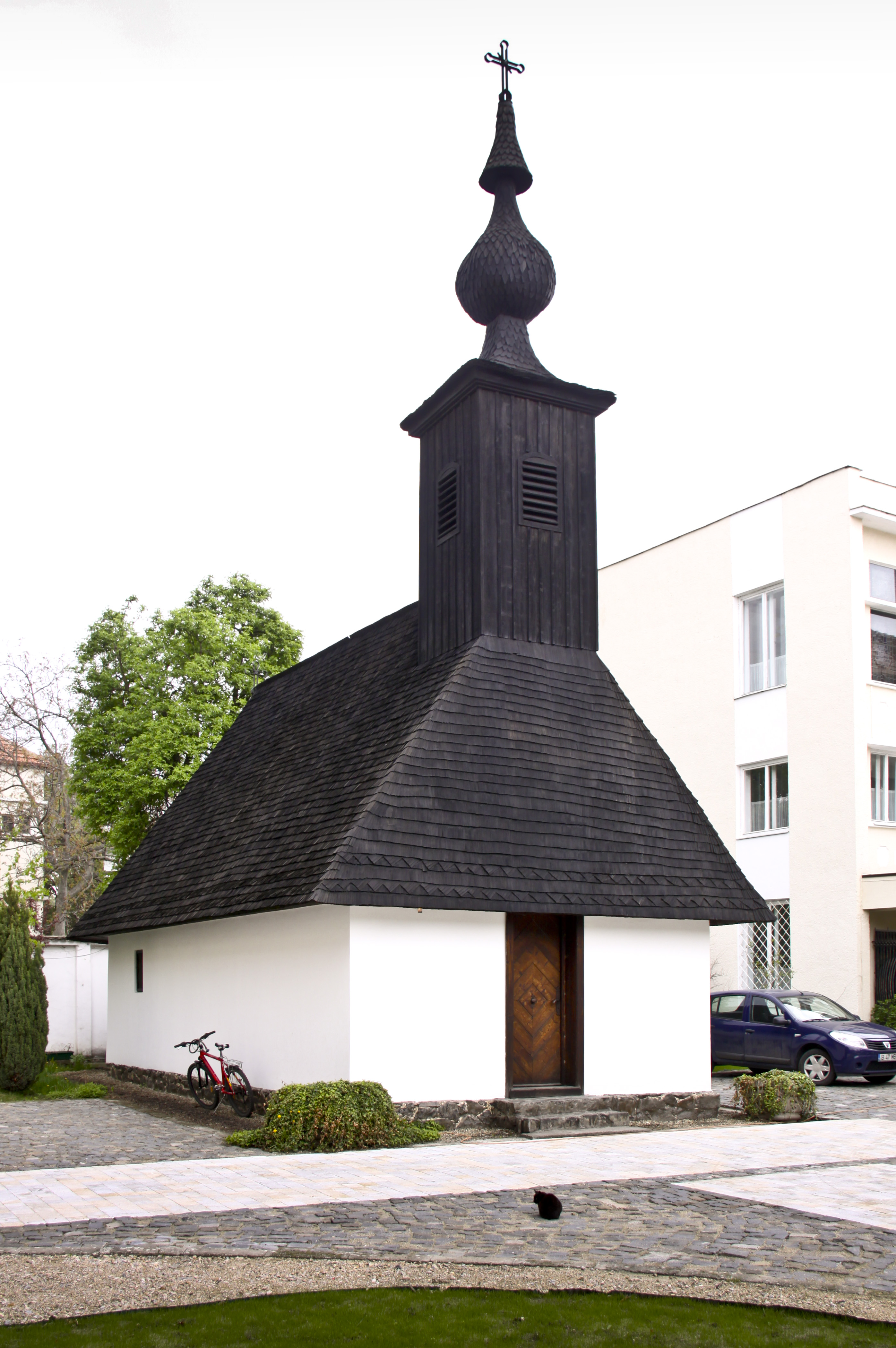
nord-vest
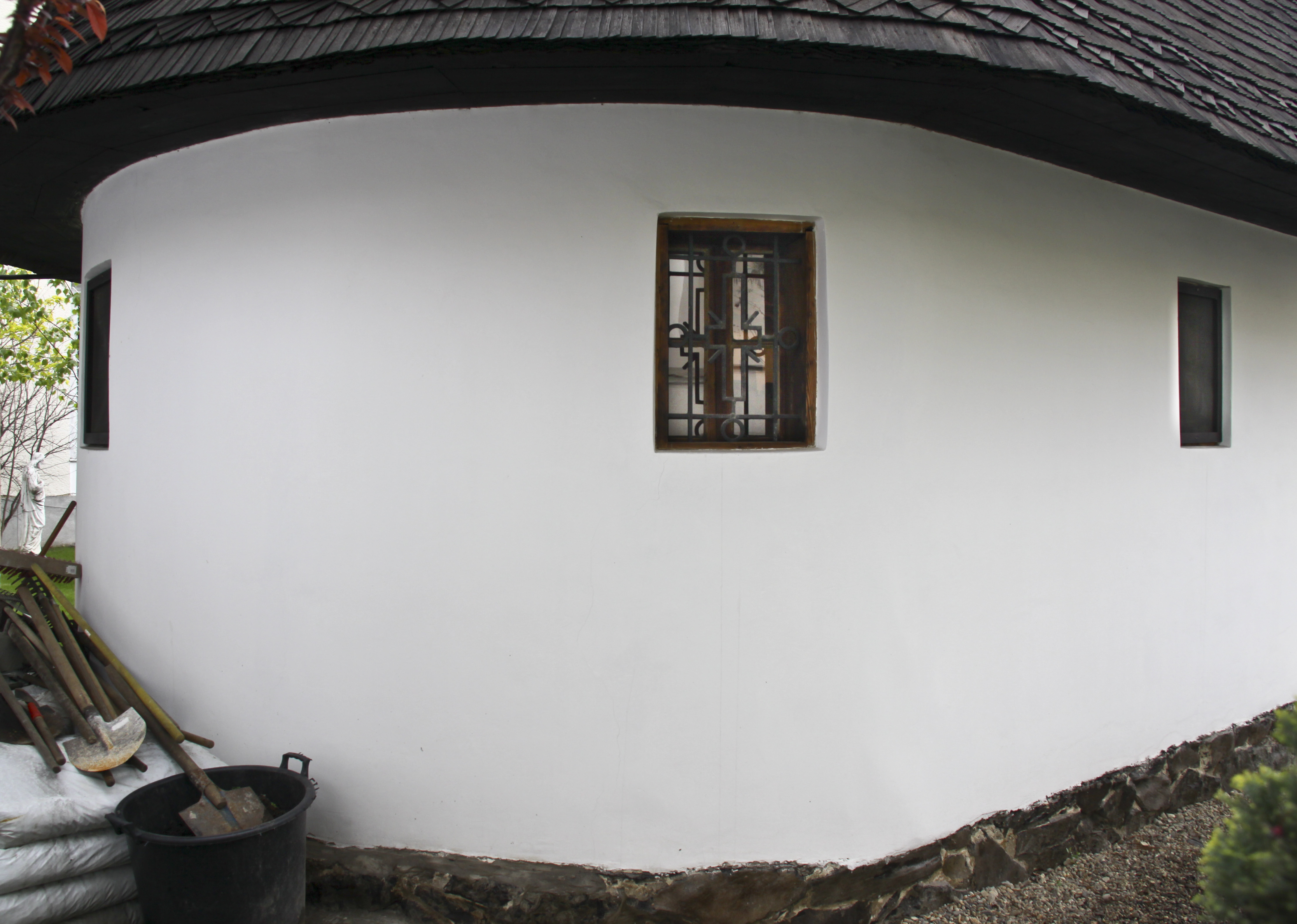
altarul semirotund
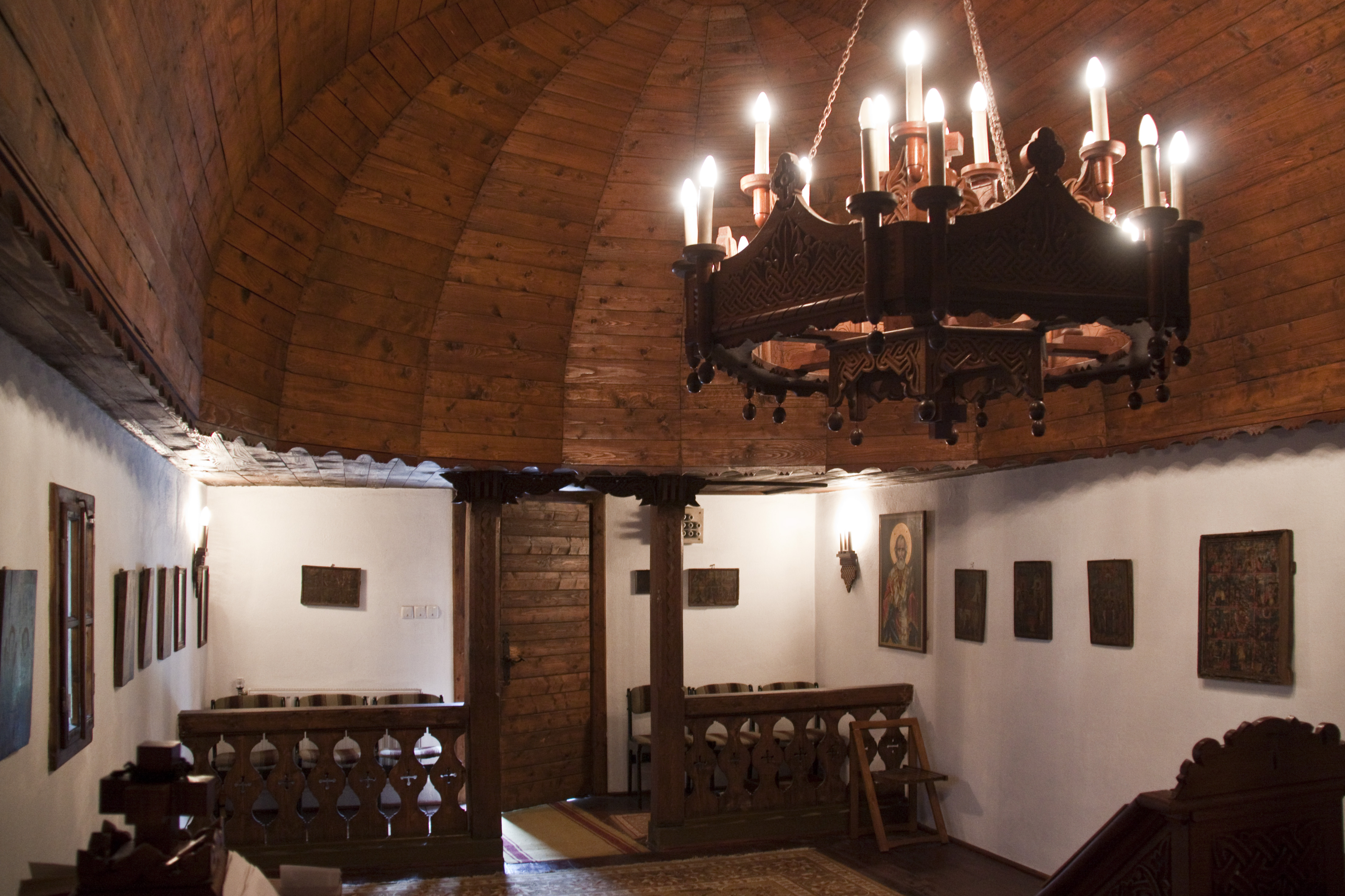
naos
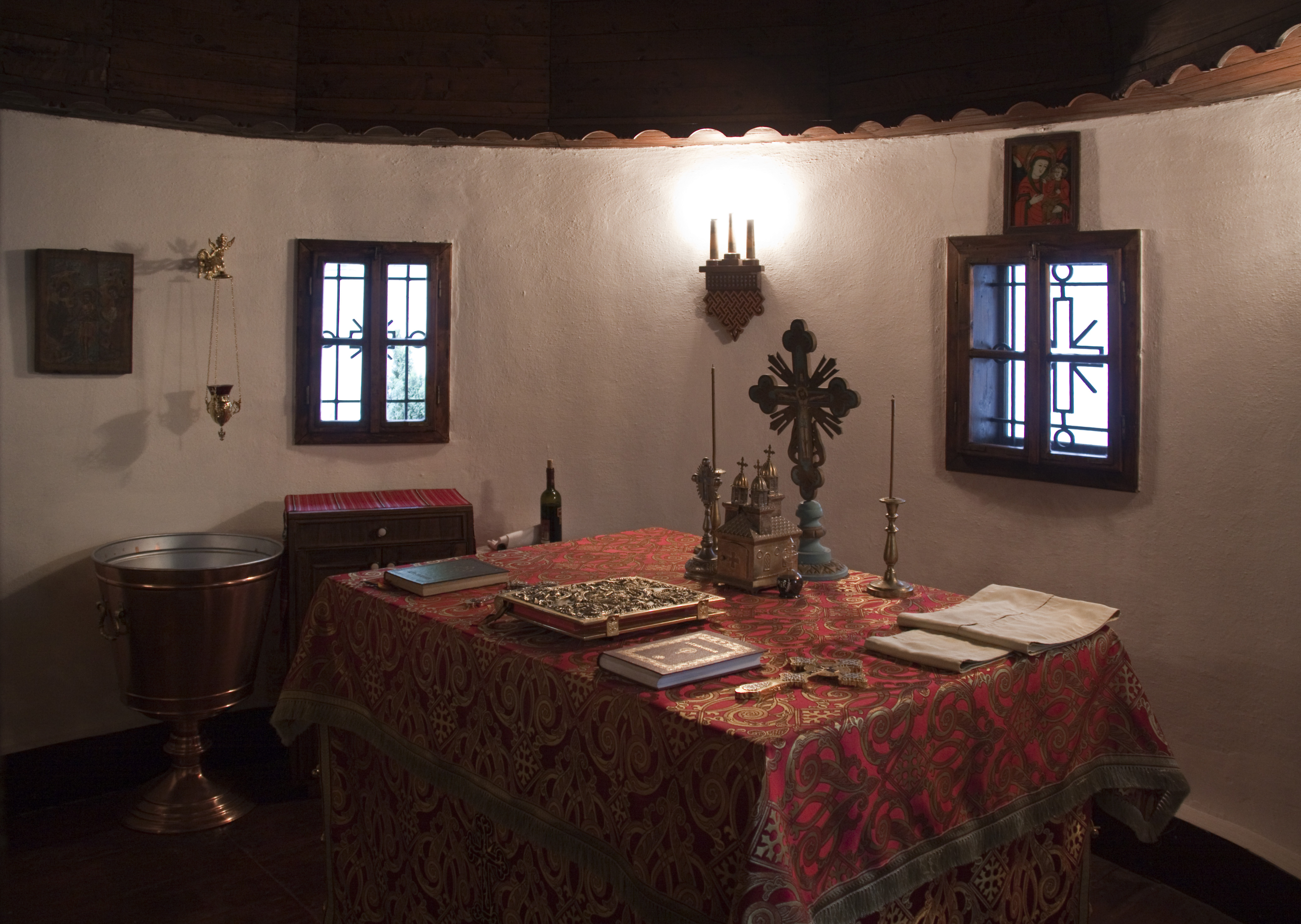
altar